# Matthew Briggs
Matthew Anthony Briggs (født 9. marts 1991) er en fodboldspiller fra Guyana, der spiller for Vejle Boldklub

## Fulham
Som 8-årig blev Briggs' talent spottet af en talentspejder fra Fulham. Også andre store Premier Leauge klubber som Arsenal, Tottenham og Chelsea, men valgte at skifte til Fulham i 1999.
Den 13. maj, 2007 fik Briggs sin debut i Premier League, da han afløste Moritz Volz i det 77. minut i en kamp mod Middlesbrough. Dette gjorde Briggs til den yngste spiller i Premier Leagues historie med sine 16 år og 65 dage. Han slog den tidligere rekordholder, Evertons James Vaughan, med 206 dage . 
Den 15. januar 2010 blev han for en kort stund udlejet til Leyton Orient, hvor han nåede at spille 1 liga kamp.
7. februar 2012 blev Briggs udlånt en måned til  Peterborough United.
Den 26. oktober 2012 blev han endnu engang udlånt en måned, men denne gang til Bristol City.
Den 1. marts 2013 blev han udlånt til Watford.
I sommeren 2014 udløb hans kontrakt, og da den ikke blev forlænget, stod han dermed uden noget kontrakt.
Briggs blev hentet til danske HB Køge i august 2019.

## Landshold
Briggs har (pr. august 2019) spillet fire kampe for Guyanas landshold, som han har valgt at repræsentere.